# بخش باربر، شهرستان فاریبولت، مینه سوتا
بخش باربر (به انگلیسی: Barber Township) یک منطقهٔ مسکونی در ایالات متحده آمریکا است که در شهرستان فریبلت، مینه‌سوتا واقع شده‌است.
 بخش باربر ۹۳٫۳ کیلومتر مربع مساحت و ۲۷۸ نفر جمعیت دارد و ۳۳۵ متر بالاتر از سطح دریا واقع شده‌است.